# Haakon Sigurdsson
Haakon Sigurdsson Jarl, staronord. Hákon Sigurðsson, norw. Håkon Sigurdsson (zm. 995) – syn Sigurda Haakonssona, jarl norweskiego regionu Lade i faktyczny władca norweski w latach 976-995.
Haakon został władcą po śmierci swojego ojca, zamordowanego przez króla Haralda II w 961.
Harald II został zamordowany w 976. Po jego śmierci, Haakon Jarl rządził Norwegią jako wasal Haralda Sinozębego, jednak w rzeczywistości posiadał nieograniczoną władzę w królestwie. W czasie swoich rządów dokonał ataku na Götalandię, gdzie zamordował tamtejszego władcę Jarla Ottara.
Haakon był gorliwym wyznawcą nordyckich bóstw i kiedy około roku 975 Harald Sinozęby próbował siłą dokonać na nim chrystianizacji, Haakon zerwał posłuszeństwo wobec Danii. Duński atak został odparty w 986 podczas bitwy pod Hjörungavágr.
W 995 do Norwegii powrócił prawnuk Haralda Pięknowłosego – Olaf I Tryggvason. W tym czasie, Haakon szybko utracił poparcie w społeczeństwie i został zamordowany przez swojego przyjaciela i jednocześnie podwładnego Þormóðra Karkra. Jego dwaj synowie Eryk i Swen z Lade uciekli do Szwecji.